# Steigleistung
Die Steigleistung bezeichnet die Fähigkeit eines Luftfahrzeuges, im Steigflug in einer bestimmten Zeit eine bestimmte Höhe zu erreichen. Die dafür benötigte Zeit ist die Steigzeit.
Die Leistung entspricht der maximalen Steiggeschwindigkeit und wird in Metern pro Sekunde (m/s) oder Fuß pro Minute (ft/min) angegeben.
Einer maximalen Steigleistung ist ein bestimmter Steigwinkel und eine bestimmte Fluggeschwindigkeit zugeordnet. Die Steigleistung ist abhängig vom Schub-Gewicht-Verhältnis, d. h. von der Triebwerksleistung, dem Flugzeuggewicht, äußeren Bedingungen (z. B. Hot and High) und weiteren Faktoren. Mit zunehmender Flughöhe nimmt die Steigleistung aufgrund sinkender Triebwerksleistung und geringerer Luftdichte kontinuierlich ab (Gipfelhöhe).
Vertikalgeschwindigkeit {\displaystyle v_{y}} in m/s:
{\displaystyle v_{y}={\frac {75\cdot P\cdot \eta _{L}}{m}}-c_{w}\cdot {\sqrt {\frac {2\cdot g\cdot m}{\rho \cdot A\cdot c_{a}\,^{3}}}}}
mit
- {\displaystyle P} Motorleistung in PS
- {\displaystyle \eta _{L}} Wirkungsgrad Luftschraube
- {\displaystyle m} Flugzeugmasse in kg
- {\displaystyle c_{w}} Luftwiderstandsbeiwert Flugzeug
- {\displaystyle g} Schwerebeschleunigung = 9,81 m/s2
- {\displaystyle \rho } Luftdichte in kg/m³
- {\displaystyle c_{a}} Auftriebsbeiwert für minimales Sinken
- {\displaystyle A} Flügelfläche in m²